# Campeonato Mundial de Hóquei no Gelo de 1951
O Campeonato Mundial de Hóquei no Gelo de 1951 foi a 18ª edição do torneio, disputada entre os dias 9 e 17 de março de 1951 em Paris, França. 13 países participaram,e foram inicialmente divididos em dois grupos. Os sete melhores times foram colocados no primeiro grupo, e os seis outros foram colocados no "Criterium Européen", que posteriormente seria o Campeonato Mundial B. O Campeonato Mundial A era disputado em formato de liga, com cada time enfrentando o outro uma vez.

O Canadá foi campeão mundial pela 14ª vez, e a Suécia ganhou seu quinto Campeonato Europeu.

## Campeonato Mundial Grupo A (França)
| Data        | Partida                      | Resultado | Período      |
| ----------- | ---------------------------- | --------- | ------------ |
| 9 de março  | Noruega - Estados Unidos     | 3 - 0     | 0-0,1-0,2-0  |
| 10 de março | Canadá - Finlândia           | 11 - 1    | 4-0,4-0,3-1  |
| 10 de março | Suécia - Reino Unido         | 5 - 1     | 0-1,1-0,4-0  |
| 10 de março | Suíça - Noruega              | 8 - 1     | 4-1,3-0,1-0  |
| 11 de março | Suécia - Estados Unidos      | 8 - 0     | 4-0,1-0,3-0  |
| 11 de março | Canadá - Noruega             | 8 - 0     | 3-0,1-0,4-0  |
| 12 de março | Suíça - Estados Unidos       | 7 - 1     | 2-0,4-1,1-0  |
| 12 de março | Suíça - Reino Unido          | 7 - 1     | 2-0,4-1,1-0  |
| 13 de março | Suécia - Noruega             | 5 - 2     | 1-0,4-1,0-1  |
| 13 de março | Suíça - Finlândia            | 4 - 1     | 1-0,2-1,1-0  |
| 13 de março | Canadá - Reino Unido         | 17 - 1    | 0-1,7-0,10-0 |
| 14 de março | Suíça - Suécia               | 3 - 3     | 1-2,1-1,1-0  |
| 15 de março | Noruega - Reino Unido        | 4 - 3     | 0-0,1-2,3-1  |
| 15 de março | Suécia - Finlândia           | 11 - 3    | 5-0,1-1,5-2  |
| 15 de março | Canadá - Estados Unidos      | 16 - 2    | 5-0,6-2,5-0  |
| 16 de março | Noruega - Finlândia          | 0 - 3     | 0-1,0-0,0-2  |
| 16 de março | Canadá - Suíça               | 5 - 1     | 0-1,3-0,2-0  |
| 16 de março | Estados Unidos - Reino Unido | 6 - 6     | 1-4,2-1,3-1  |
| 17 de março | Finlândia - Reino Unido      | 3 - 6     | 0-2,3-0,0-4  |
| 17 de março | Suíça - Estados Unidos       | 5 - 1     | 3-0,1-1,1-0  |
| 17 de março | Canadá - Suécia              | 5 - 1     | 1-0,2-0,2-1  |

### Tabela
| Posição | Time           | Jogos | Vitórias | Empates | Derrotas | Gols    | Pontos |
| ------- | -------------- | ----- | -------- | ------- | -------- | ------- | ------ |
| 1       | Canadá         | 6     | 6        | 0       | 0        | 62 - 6  | 12     |
| 2       | Suécia         | 6     | 4        | 1       | 1        | 33 - 14 | 9      |
| 3       | Suíça          | 6     | 4        | 1       | 1        | 28 - 12 | 9      |
| 4       | Noruega        | 6     | 2        | 0       | 4        | 10 - 27 | 4      |
| 5       | Reino Unido    | 6     | 1        | 1       | 4        | 18 - 42 | 3      |
| 6       | Estados Unidos | 6     | 1        | 1       | 4        | 14 - 42 | 3      |
| 7       | Finlândia      | 6     | 1        | 0       | 5        | 15 - 37 | 2      |

## Campeonato Mundial Grupo B (França)
| Data        | Partida                    | Resultado | Período     |
| ----------- | -------------------------- | --------- | ----------- |
| 10 de março | França - Itália            | 1 - 4     | 0-1,0-2,1-1 |
| 11 de março | Países Baixos - Itália     | 1 - 3     | 1-0,0-2,0-1 |
| 11 de março | França - Áustria           | 7 - 3     | 1-0,1-0,5-3 |
| 11 de março | Iugoslávia - Bélgica       | 3 - 13    | 0-5,0-3,3-5 |
| 12 de março | Áustria - Bélgica          | 5 - 3     | 0-1,3-1,2-1 |
| 12 de março | Países Baixos - Iugoslávia | 5 - 2     | 0-0,4-1,1-1 |
| 13 de março | Bélgica - Itália           | 3 - 6     | 1-0,0-1,2-5 |
| 14 de março | França - Iugoslávia        | 10 - 3    | 3-2,3-1,4-0 |
| 14 de março | Áustria - Países Baixos    | 3 - 4     | 1-1,1-2,1-1 |
| 15 de março | Itália - Iugoslávia        | 6 - 1     | 1-0,4-1,1-0 |
| 15 de março | França - Bélgica           | 10 - 0    | 2-0,3-0,5-0 |
| 16 de março | Bélgica - Países Baixos    | 1 - 2     | 0-2,1-0,0-0 |
| 16 de março | Áustria - Itália           | 2 - 7     | 1-1,0-3,1-3 |
| 17 de março | Áustria - Iugoslávia       | 3 - 4     | 1-1,1-0,1-3 |
| 17 de março | França - Países Baixos     | 7 - 5     | 1-2,3-1,3-2 |

### Tabela
| Posição | Time          | Jogos | Vitórias | Empates | Derrotas | Gols    | Pontos |
| ------- | ------------- | ----- | -------- | ------- | -------- | ------- | ------ |
| 8       | Itália        | 5     | 5        | 0       | 0        | 26 - 8  | 10     |
| 9       | França        | 5     | 4        | 0       | 1        | 35 - 5  | 8      |
| 10      | Países Baixos | 5     | 3        | 0       | 2        | 17 - 16 | 6      |
| 11      | Áustria       | 5     | 1        | 0       | 4        | 20 - 25 | 2      |
| 12      | Bélgica       | 5     | 1        | 0       | 4        | 20 - 30 | 2      |
| 13      | Iugoslávia    | 5     | 1        | 0       | 4        | 13 - 37 | 2      |

## Classificação do Campeonato Mundial
| Campeonato Mundial de 1951 | País           |
| -------------------------- | -------------- |
| Ouro                       | Canadá         |
| Prata                      | Suécia         |
| Bronze                     | Suíça          |
| 4                          | Noruega        |
| 5                          | Reino Unido    |
| 6                          | Estados Unidos |
| 7                          | Finlândia      |

## Classificação do Campeonato Europeu
| Campeonato Europeu de 1951 | País        |
| -------------------------- | ----------- |
| Ouro                       | Suécia      |
| Prata                      | Suíça       |
| Bronze                     | Noruega     |
| 4                          | Reino Unido |
| 5                          | Finlândia   |